# 현영철
현영철(玄永哲, 1949년 1월 11일 ~ 2015년 4월 30일)은 조선민주주의인민공화국의 정치인이자, 군인이다. 조선인민군 차수로 조선인민군 총참모장이었다. 조선로동당 중앙위원회 위원 겸 중앙군사위원회 부위원장이다. 최고인민회의 제12기 대의원이다. 2014년 6월 조선민주주의인민공화국 인민무력부 부장이 되었다. 함경북도 경성군 출신. 2015년에 김정은 앞에서 조는 모습이 포착되어 처형당하였다.

## 경력
1966년 김일성군사종합대학을 졸업하고 조선인민군에 입대하였다. 2009년 4월 최고인민회의 제12기 대의원으로 선출되었다. 2010년 9월 조선인민군 대장으로써, 조선로동당 중앙위원회 위원에 선임되었다. 2010년 11월 조명록, 2011년 김정일 사망 당시에 국가장의위원회 위원을 맡았다. 리영호 총참모장이 해임된 다음날인 2012년 7월 17일, 조선인민군 차수로 승진했다. 2012년 7월, 당 중앙군사위원회 부위원장에 취임했다. 2014년 6월에는 인민무력부장이 되면서 황병서에 이어 북조선의 군 서열 2위에 올랐다.
2015년 4월 16일에는 러시아 모스크바에서 열린 제4차 국제안보회의에 참석해 미국과 대한민국의 고고도미사일방어체계(THAAD) 배치 논의를 비판하며, "미국과 그 추종세력이 도발과 침략전쟁을 강요하는 길로 나오면 공화국(북조선을 지칭) 군대는 (중략) 상용 무력에 의한 전쟁이든 핵전쟁이든 단호히 대응할 것"이라고 밝혔다.

## 처형
2015년 5월 13일, 대한민국의 국가정보원은 현영철이 4월 말에 반역죄로 공개처형됐다고 밝혔다. 국정원에 따르면 현영철이 김정은의 지시에 대꾸를 하고 박수를 쳐야 할 타이밍을 놓쳐 가만히 있거나 군 행사에서 조는 모습이 적발된 것이 반역죄의 사유라하며, 그가 평양의 강건군관학교에서 고사포로 공개 처형됐다고 전했다. 또한 국정원은 김정은의 핵심 간부들에 대한 불신과 숙청이 계속되면서 북한 내부에서도 김정은의 지도력에 대한 회의적 시각이 확산되고 있다고 밝혔으나, 국정원의 발표시점까지 북한 측은 현영철의 처형 사실 여부를 밝히지 않았다.
현영철은 졸지 않기 위해서 아편을 복용했으나 이를 너무 많이 복용하는 바람에 되려 역효과가 났고 군 행사에서 졸게 되었는데 이를 김정은이 매서운 눈빛으로 노려보고 있었음에도 잠에서 깨지 않아 김정은을 분노하게 했다.
한편, 대한민국으로 망명한 태영호 전 영국 주재 북조선 공사는 2016년 12월 19일 국회 정보위원회 간담회에서 현영철이 자택이 도청 당하는 상황에서 말을 잘못 했다가 처형 당했다고 현영철이 숙청 당한 사실과 이유를 명확히 하였다.

## 군사 칭호
| 소장        | 대장       | 차수       |
| ----------- | ---------- | ---------- |
|             |            |            |
| 1992년 4월  | 2010년 9월 | 2012년 7월 |
| 대장        | 상장       | 대장       |
|             |            |            |
| 2012년 10월 | 2013년 6월 | 2014년 6월 |